# دلدول (ولاية تيميمون)
دلدول مدينة وبلدية جزائرية من بلديات ولاية أدرار وتتبع دائرة أوقروت. تمتد البلدية على مساحة 1210 كم2 يقطنها أزيد من 8647 نسمة حسب تعداد سنة 2008 (أي بكثافة 3ن/كم2).